# Sergio Ammirata
Sergio Ammirata, Pseudonym Sante Stern (* 7. Januar 1935 in Palermo) ist ein italienischer Schauspieler.

## Leben
Seit Beginn der 1960er Jahre war Ammirata als Schauspieler zunächst vornehmlich beim Fernsehen beschäftigt; in Inszenierungen wie La trincea (Vittorio Cottafavi, 1961), La resa dei conti (Marco Leto, 1973) oder einigen von Anton Giulio Majano spielte er meist Charakterrollen, die keine besonderen Spuren hinterließen. Gelegentlich wurde er auch für das Kino gebucht, häufig wurde er in Arbeiten Fernando Di Leos eingesetzt. Für die Compagnia Plautina in Rom war er neben seiner darstellerischen Tätigkeit auch mit Adaptionenen klassisch-grotesker Stücke tätig, wofür er als Sante Stern zeichnete.
1974 führte er bei einer nicht weiter bemerkenswerten Erotikkomödie, Sesso in testa, Regie für die große Leinwand.

## Filmografie (Auswahl)
- 1963: Die Arche Noah (Giacobbe, l'uomo che lottò con Dio)
- 1965: Gideon und Samson (I grandi condottieri)
- 1973: Auch Killer müssen sterben (La mano nera)
- 1973: Der Teufel führt Regie (Il boss)
- 1974: Sesso in testa (auch Regie und Drehbuch)
- 1976: Eiskalte Typen auf heißen Öfen (Uomini si nasce poliziotti si muore)
- 1998: Boom
- 2004: Don Matteo (TV-Serie, 1 Episode)